# Crossocheilus
Crossocheilus es un género de peces de la familia Cyprinidae y de la orden de los Cypriniformes.

## Especies
- Crossocheilus atrilimes Kottelat, 2000
- Crossocheilus burmanicus Hora, 1936
- Crossocheilus caudomaculatus (Battalgil, 1942)
- Crossocheilus cobitis (Bleeker, 1853)
- Crossocheilus diplochilus (Heckel, 1838)
- Crossocheilus elegans Kottelat & H. H. Tan, 2011
- Crossocheilus gnathopogon M. C. W. Weber & de Beaufort, 1916
- Crossocheilus klatti (Kosswig, 1950)
- Crossocheilus langei Bleeker, 1860
- Crossocheilus latius (F. Hamilton, 1822)
- Crossocheilus nigriloba Popta, 1904
- Crossocheilus oblongus Kuhl & van Hasselt, 1823
- Crossocheilus obscurus H. H. Tan & Kottelat, 2009
- Crossocheilus periyarensis Menon & Jacob, 1996
- Crossocheilus pseudobagroides Duncker, 1904
- Crossocheilus reticulatus (Fowler, 1934)

- Datos: Q3752843
- Multimedia: Crossocheilus / Q3752843
- Especies: Crossocheilus